# Rush Township (Northumberland County, Pennsylvania)
Rush Township ist eine Township im Northumberland County und eine von fünf Townships mit diesem Namen in Pennsylvania, Vereinigte Staaten. Das U.S. Census Bureau hat bei der Volkszählung 2020 eine Einwohnerzahl von 1.199 ermittelt.

## Geographie

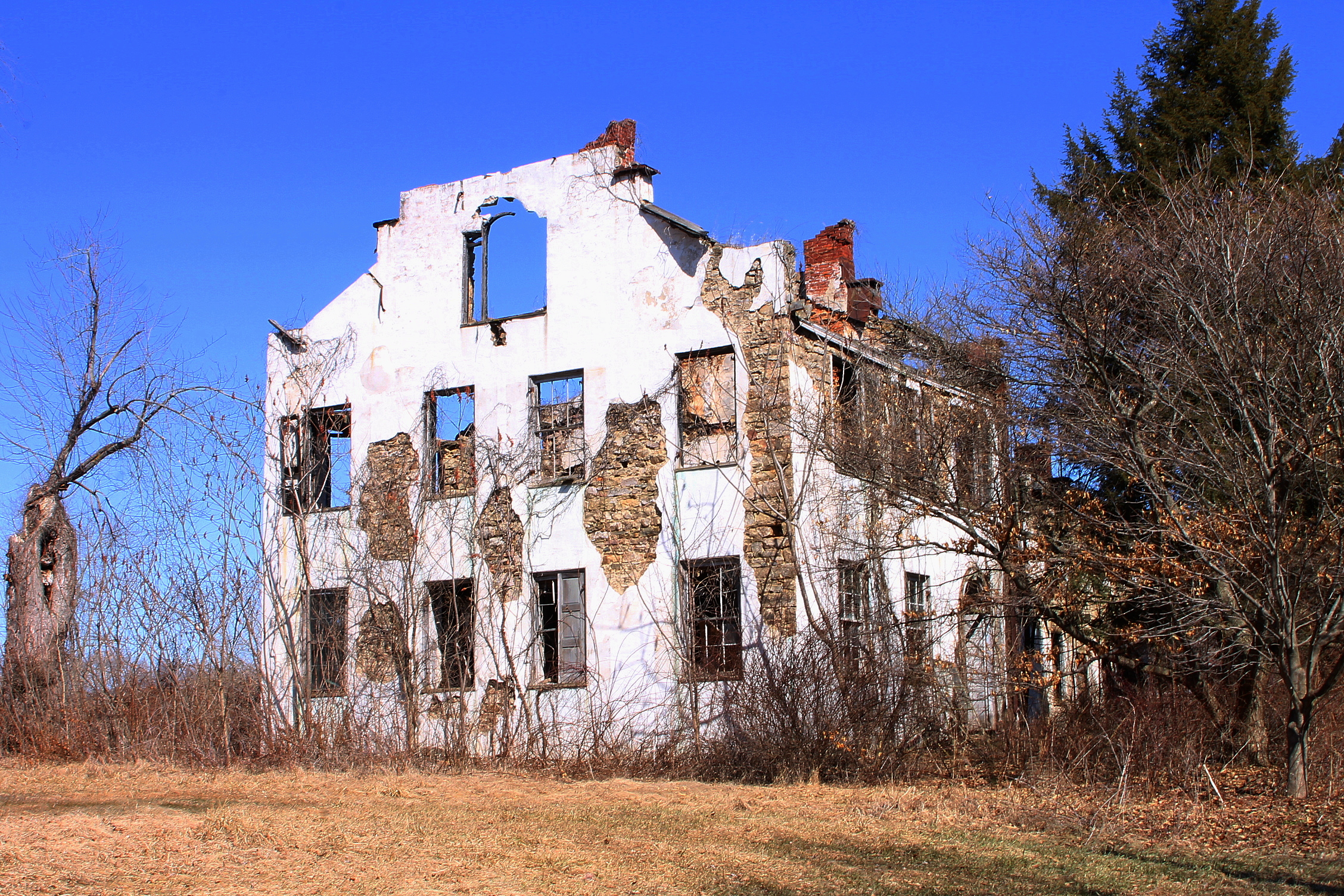
Verlassenes Haus in der Rush Township

Nach den Angaben des United States Census Bureaus hat die Township eine Gesamtfläche von 70,9 km², wovon 69,3 km² auf Land und 1,6 km² (= 2,23 %) auf Gewässer entfallen.
Die natürlichen Grenzen der Rush Township sind im Norden der Susquehanna River, das Tal des Little Roaring Creek im Osten, der Shamokin Hill und seine westliche Fortsetzung im Süden sowie das Tal des Gravel Run im Westen.
Die Rush Township grenzt (im Uhrzeigersinn) an die Point Township im Nordwesten, Riverside im Norden, das Montour County mit Danville, Mahoning Township, Cooper Township und Mayberry Township im Nordosten und Osten, die Shamokin Township und Snydertown im Süden sowie an die Upper Augusta Township im Westen.
In der Township gibt es eine Reihe isolierter Siedlungen. Im Tal des Gravel Run liegt Klines Grove und an dessen Mündung in den Susquehanna River Wolverton – beides sind kaum mehr als Einöden. Im Südosten liegen Union Corner und Quitman, und Boyd liegt am Susquehanna River, östlich des Blue Hill. Im Zentrum der Township liegt Rushtown. Darüber hinaus sind Gehöfte über die ganze Township verstreut, und Wiesen, Ackerland und kleinere Waldgebiete wechseln sich ab.

## Demographie
Zum Zeitpunkt des United States Census 2000 bewohnten Rush Township 1189 Personen. Die Bevölkerungsdichte betrug 17,1 Personen pro km². Es gab 469 Wohneinheiten, durchschnittlich 6,8 pro km². Die Bevölkerung in Rush Township bestand zu 98,23 % aus Weißen, 0,25 % Schwarzen oder African American, 0 % Native American, 0,67 % Asian, 0,08 % Pacific Islander, 0,17 % gaben an, anderen Rassen anzugehören und 0,59 % nannten zwei oder mehr Rassen. 0,25 % der Bevölkerung erklärten, Hispanos oder Latinos jeglicher Rasse zu sein.
Die Bewohner Rush Townships verteilten sich auf 443 Haushalte, von denen in 30,2 % Kinder unter 18 Jahren lebten. 66,8 % der Haushalte stellten Verheiratete, 5,0 % hatten einen weiblichen Haushaltsvorstand ohne Ehemann und 25,5 % bildeten keine Familien. 22,1 % der Haushalte bestanden aus Einzelpersonen und in 10,8 % aller Haushalte lebte jemand im Alter von 65 Jahren oder mehr alleine. Die durchschnittliche Haushaltsgröße betrug 2,68 und die durchschnittliche Familiengröße 3,16 Personen.
Die Bevölkerung verteilte sich auf 26,4 % Minderjährige, 6,3 % 18–24-Jährige, 25,1 % 25–44-Jährige, 27,7 % 45–64-Jährige und 14,5 % im Alter von 65 Jahren oder mehr. Der Median des Alters betrug 40 Jahre. Auf jeweils 100 Frauen entfielen 98,8 Männer. Bei den über 18-Jährigen entfielen auf 100 Frauen 101,6 Männer.
Das mittlere Haushaltseinkommen in Rush Township betrug 43.098 US-Dollar und das mittlere Familieneinkommen erreichte die Höhe von 48.542 US-Dollar. Das Durchschnittseinkommen der Männer betrug 30.074 US-Dollar, gegenüber 23.077 US-Dollar bei den Frauen. Das Pro-Kopf-Einkommen belief sich auf 21.055 US-Dollar. 5,1 % der Bevölkerung und 2,2 % der Familien hatten ein Einkommen unterhalb der Armutsgrenze, davon waren 7,9 % der Minderjährigen und 3,1 % der Altersgruppe 65 Jahre und mehr betroffen.